# بازار حسن
بازار حسن :(باللغة الأردية: بازارِ حُسن) أو سيفا سَدَن (باللغة الهندية: सेवासदन) هي رواية هندوستانية كتبها مونشي بريم شند.
كتبت في الأصل باللغة الأردية (لغة الباكستان الأدبية)؛ أوردو؛ لغة الأُردو واسعة الانتشار في الهند وباكستان وتكتب بالأحرف العربية) تحت عنوان بازارِ حُسن («سوق الجمال» أو «حي الدعارة») تم نشرها لأول مرة باللغة الهندية من مدينة كالكتا باسم سيفا-سدن (بيت الخدمة) في عام 1919. تم نشرها باللغة الأردية، في عام 1924، من مدينة لاهور.
كانت بازارِ حُسن أول رواية رئيسية ل بريم شند. قبل ذلك، كان قد نشر أربع روايات باللغة الأوردية يبلغ عدد صفحات كل منها حوالي 100 صفحة.
اقتبس سوبرامانيام الرواية كفيلم أطلق عليه اسم تاميل، (سيفاسادانام) عام 1938، الذي كان أول فيلم لمغني موسيقى الكارناتيك الشهير، السيد سببيلاكشمي.
تم إصدار ترجمة إنجليزية لهذا الكتاب من قبل مطبعة جامعة أكسفورد، الهند في نيودلهي عام 2005. يُذكر أن هذا العام يعد عاملاً مهماً، حيث أنه يحتفل بالذكرى ال 125 لميلاد منشي بريم شند.

## الملخص
بازارِ حُسن هي حكاية ربة بيت غير سعيدة تخرج بعيدا عن طريق الفضيلة المحلية لتصبح محظية؛ مُومِس يَتَرَدَّدُ عَلَيْهَا الأَغْنِياءُ. ثم قامت بالإصلاح والتكفير عن نفسها عن طريق العمل كمديرة لدار للايتام لبنات المحظيات الصغار، والسيفا-سادان للعنوان الهندي.
يقع المكان في مدينة فاراناسي الدينية الأرثوذكسية، حول منعطف القرن العشرين. قدم البريطاني راج الحكم الذاتي المحلي في الهند إلى البلديات، في بعض المدن. البطل الرئيسي للرواية هو السيدة براهمين التي تدعى سومان وهي متزوجة زواجا بلا حب، بسبب التزامات عائلتها الاجتماعية والمالية. فتركت هذا الزواج ليصبح مومسًا، في «الكوتة» للمدينة.
تتطور الحكاية عندما تأمر شركة البلدية المحلية، (وهي سمة من سمات الهند التي كانت في ذلك الوقت)، بتحويل سومان إلى خارج المدينة، من أجل الأخلاق الاجتماعية. وتجد سومان أن موقعها الاجتماعي يسبب مشاكل لزواج أختها. فتنضم إلى خدمة منزل للأرامل، وتعليمهم الدين. عندما يصبح هذا غير مقبول - كما هو الحال مع شقيقتها المتزوجة من معجب سابق - تنضم سومان أخيرا كمعلمة، في منزل يضم أطفال المحظيات السابقين. يدعى المنزل سيفا سادان (بيت الخدمة)، والذي يبدو منه عنوان الرواية.

## المواضيع الرئيسية
يبدو أن الرواية تقع بقوة في مكان - فاراناسي - وفي الوقت المناسب - دور القرن العشرين: عندما بدأ راج البريطاني تسليم السلطة للنخب المحلية من خلال البلديات، في بعض البلدات والمدن.
في حين يسلط عنوان الأوردو الضوء على سقوط البطلة، يسلط العنوان الهندي الضوء على خلاصها: من المغري رؤية هذين العنوانين عرضين على نطاق واسع لثقافتهما الأدبية.
وقد كتب فاسودها دالميا، (وهو أكاديمي أمريكي لثقافة جنوب آسيا مع التركيز بشكل خاص على اللغة الهندية)، مقدمة للترجمة الإنجليزية. هذا يفصّل السياق الذي وضعت فيه الرواية: مدينة فاراناسي الهندوسية الأرثوذكسية القديمة ومساحات من كوثس وبيناراسي كورتيسان موضّحا أنها خيار مثير للاهتمام. ملأت محاضرة بيناراسي مكانة هامة في الثقافة الجمالية والأدبية لشمال الهند - وكذلك في التاريخ الثقافي للمدينة ومواطنيها.
من جهة أخرى، حول أهمية هذه الرواية في مجتمع وثقافة شمال الهند، يشير فاسودها دالميا إلى أن العنوان نفسه، سيفا (خدمة) وسادانام (منزل)، يقترح النسيج الاجتماعي متعدد الطبقات ل فاراناسي. أيضا يبين التطلع لإزالة المحظيات من قلب المدينة (شوك) كتشبيه مجازي 0ذلك من أجل الهند (الشمالية) الجديدة، التي كانت تسعى إلى تحديث وإعادة تشكيل صورتها ب إزالة المحظيات من قلبها وتحويلها إلى هامش بالمنطقة.
تقول أرشيا ستار في مراجعتها لترجمة الرواية إن بريمشاند استخدم دائمًا شخصياته النسائية كعدسة ينتقد المجتمع من خلالها.
فقراءة «سيفا-سادان» له في الترجمة الإنجليزية بعد 90 عامًا من كتابته، يجلب حقيقة أن القليل قد تغير وبأن: لا تزال المرأة تسعى إلى السيطرة على مصائرها.